# オリヴェル・ナーセン
オリヴェル・ナーセン（Oliver Naesen、1990年9月16日 - ）は、ベルギー・オーステンデ出身の自転車競技（ロードレース）選手。2023年現在はAG2R・ラ・モンディアルに所属。2016年と2018年にブルターニュ・クラシックで優勝している。弟のローレンス・ナーセンも自転車競技選手であり、兄と同じくAG2R・ラ・モンディアルに所属。

## 経歴
1990年9月16日、ベルギーのオーステンデで生まれたナーセンは、2歳にしてビギナーカテゴリーで自転車競技を始めた。
2011年から2013年までファンデルヴルストに所属し、U23カテゴリー3年目の2011年6月に初優勝。2014年にはシーベルに加入し、メモリアル・フィリップ・ファンコーニングスローで3位に入った。同年8月、ロット・ベリソルに研修生として加入。グランプリ・デ・コメリカル・ド・タンプルーヴで優勝し、トップコンペティションで3位となった。
2014年8月末、プロコンチネンタルチームであるトップスポルトフラーンデレン・バロワーズと契約を結んだことを発表。
2015年、ポリノルマンドで優勝し、フロット・プライス・スタット・ゾテヘムでは3位。
2016年、IAMサイクリングへ移籍。ツール・ド・フランスにて逃げに乗り、敢闘賞を獲得。同年、ブルターニュ・クラシックでは残り40kmでの抜け出しに乗り、最後はアルベルト・ベッティオールとのマッチスプリントを制して優勝。キャリア最大のワールドツアー初勝利を飾った。
2017年、AG2R・ラ・モンディアルへ移籍。

## 主な戦歴

### 2014年
- トップ・コンペティション 優勝

### 2015年
- オムロープ・ファン・ヘット・ワースラント 3位
- ツール・ド・ルクセンブルク　 ヤングライダー賞
- ポリノルマンド 優勝
- フロット・プライス・スタット・ゾテヘム 3位
- スハール・セルス 2位
- ホーイクス・パイル 優勝

### 2016年
- ツール・ド・フランス　 敢闘賞　（第4ステージ）
- ブルターニュ・クラシック 優勝

### 2017年
- E3・ハレルベーク　3位
- ベルギー選手権　優勝（ロードレース）

### 2018年
- エシュボルン＝フランクフルト　3位
- ブルターニュ・クラシック　優勝

### 2019年
- ミラノ〜サンレモ　2位
- ヘント〜ウェヴェルヘム　3位
- ビンクバンク・ツアー　区間優勝（第7ステージ）